# Erik Jansson (cyklist)
För andra personer med samma namn, se Erik Jansson.
Erik Jansson, född 14 maj 1907 i Sundborn, död 24 juli 1993 i Uppsala, var en svensk cyklist.
Han blev olympisk bronsmedaljör i Amsterdam 1928.